# Parque nacional Zaamin
El parque nacional Zaamin es la más antigua reserva natural en el país asiático de Uzbekistán, creada en 1926 como Reserva Natural Guralash en la vertiente norte de la parte occidental de la cordillera de Turquestán, en los valles de los ríos Kulsoy, Guralash, Baikungur y Aldashmansoy, en la provincia de Djizaks. El área total es 156 km². Las elevaciones alcanzan alturas que van desde los 1700 m (en el valle Guralash) hasta los 3571 m (pico Guralash). En 1976 la reserva natural fue designada como parque nacional.